# 영남대학교 박물관
영남대학교 박물관(嶺南大學校 博物館, Yeungnam University Museum)은 경상북도 경산시에 위치한 사립 대학 박물관이다. 영남대학교와 함께 설립되었으며, 1972년 현재의 경산캠퍼스로 이전하였다. 영남 지역의 신라·가야 유물을 연구하고 전시중에 있다. 2018년 부로 개관 50주년을 맞은 바 있다.

## 연혁
- 1968년 5월: 구 대명동캠퍼스 (대구대학, 현 영남대학교의료원)에서 영남대학교 박물관 설립
- 1972년 7월: 경산캠퍼스로 이전
- 1989년 11월: 신축 건물(현 건물)로 이관

## 관람 안내
영남대학교 박물관은 지하 1층, 지상 2층으로 구성되어, 대학 박물관중 큰 규모를 자랑한다. 전시실은 1층부터 마련되어 있으며, 고지도실, 조각 및 공예실, 서화실, 전통문화실, 기증실, 임당전시실 등으로 구성되어 있다. 신라와 가야시대 등 삼국시대의 영남 지방의 유물에 대해 살펴볼 수 있다. 2층에 학교사자료실이 마련되어 있어, 영남대학교의 변천사에 대해 관람할 수 있다.

## 이용 안내
- 관람 시간: 10:00 ~ 17:00 (공휴일 휴관)
- 관람료: 무료
- 영남대학교 경산캠퍼스 내 위치